# Apodemia nais
Apodemia nais är en fjärilsart som beskrevs av Edwards 1871. Apodemia nais ingår i släktet Apodemia och familjen Riodinidae. Inga underarter finns listade i Catalogue of Life.

## Bildgalleri

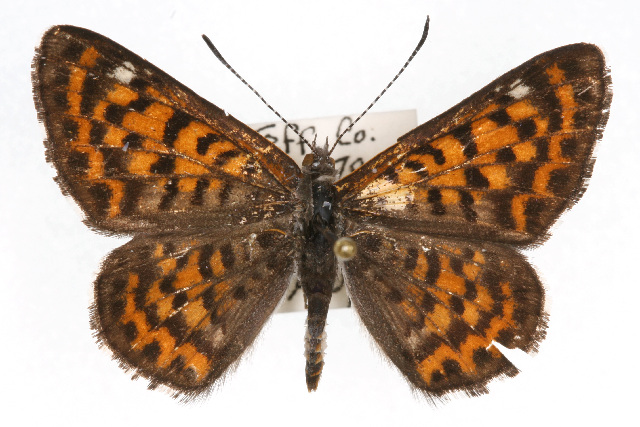